# Töölön kisahalli
Töölön kisahalli (finnisch) oder Tölö sporthall (schwedisch, „deutsch Sporthalle Töölö/Tölö“) ist eine Mehrzweckhalle im Stadtteil Töölö der finnischen Hauptstadt Helsinki.

## Geschichte
Die Halle wurde von den Architekten Aarne Hytönen und Risto-Veikko Luukkonen entworfen und 1935 als „Messehalle“ (Messuhalli/Mässhallen) eröffnet.
Für die Olympischen Sommerspiele 1952 wurde die Halle an der Nordseite erweitert. Während den Spielen fanden Wettkämpfe im Turnen, Boxen, Ringen und Gewichtheben sowie das Finale des Basketballturniers statt.
Im Juni 1966 wurde die Halle durch ein Feuer fast vollständig zerstört. Durch den Einsatz von 175 Feuerwehrmännern und der Armee wurde der Brand gelöscht.
1975 ging die Halle in den Besitz der Stadt über und wurde in ihren heutigen Namen umbenannt.
Inzwischen ist die Halle Heimspielstätte von Torpan Pojat und der Helsinki Seagulls.